# Solheim Cup 2013
Solheim Cup 2013 var den 13:e upplagan av matchspelstävlingen i golf som spelas mellan USA och Europa. 2013 års match spelades den 16 - 18 augusti på Colorado Golf Club i Parker, Colorado, USA. Europa var titelförsvarare efter att år 2011 ha vunnit på Killeen Castle i Meath, Irland.

## Historisk vinst för Europa
Europa vann matchen med 18-10, en seger som var historisk på många olika sätt:
- Det var första gången Europa vann på amerikanska mark[1].
- Det var första gången Europa lyckades försvara en titel[2]
- Svenska Caroline Hedwall blev första spelaren i Solheim Cups historia, i någotdera laget, att spela fem matcher och vinna samtliga[3]
- Hedwalls landsmaninna Anna Nordqvist blev första spelare någonsin att göra ett hole-in-one i Solheim Cup[4].
- Segermarginalen på 8 poäng var den största någonsin i Solheim cup, för någotdera laget[1].
- Det var första gången som engelska Laura Davies inte var med i Europas lag[5].
- Davies' landsmaninna Charley Hull blev yngsta spelaren någonsin i Solheim Cup, 17 år gammal[6].

Caroline Hedwall sänkte den avgörande putten, som gav Europa dess 14:e poäng. Europa hade därmed nått minst oavgjort och skulle få behålla trofén. Några minuter senare sänkte Catriona Matthew putten som innebar delning av matchen med USA:s Gerina Piller, och säkrade därmed vinsten för Europa.

## Format
Tävlingen bestod av 28 matcher, fördelade på tre dagar (fredag - söndag) enligt följande:
- Dag 1 Fyra foursome-matcher på förmiddagen, följt av fyra fyrboll-matcher på eftermiddagen
- Dag 2 Fyra foursome-matcher på förmiddagen, följt av fyra fyrboll-matcher på eftermiddagen
- Dag 3 Tolv singelmatcher

En vunnen match ger 1 poäng, medan en oavgjord match ger ½ poäng. Laget som först når 14½ poäng har vunnit. Vid oavgjort 14-14 skulle regerande mästarna (Europa) ha behållit trofén.

## Lagen
De båda lagen använde sig av olika poängsysten för att avgöra vilka spelare som skulle bli direktkvalificerade till laget. Europas lag bestod av de första fyra spelarna på en speciell Solheim Cup-poänglista, de fyra första (ej redan kvalificerade) spelarna på världsrankingen, samt fyra spelare utvalda av kaptenen Liselotte Neumann. USA:s lag bestod av de 10 första spelarna på den amerikanska Solheim Cup-poänglistan, plus två spelare utvalada av kaptenen Meg Mallon.
Noterbart är att hela sex av Europas spelare kom från kontinentala Europa (utanför Brittiska öarna och Skandinavien). Under tidigare upplagor av Solheim Cup har Europas lag alltid dominerats av spelare från Storbritannien och Skandinavien, laget hade aldrig innehållit mer än tre spelare från kontinentala Europa. 
| USA Kapten: Meg Mallon        |               |
| Namn                          | Världsranking |
| Stacy Lewis                   | 2             |
| Paula Creamer                 | 11            |
| Cristie Kerr                  | 12            |
| Angela Stanford               | 16            |
| Brittany Lincicome            | 38            |
| Lexi Thompson                 | 26            |
| Jessica Korda                 | 28            |
| Brittany Lang                 | 33            |
| Lizette Salas                 | 19            |
| Morgan Pressel                | 41            |
| Gerina Piller (kaptenens val) | 57            |
| Michelle Wie (kaptenens val)  | 82            |

| Europa Kapten: Liselotte Neumann     |               |
| Namn                                 | Världsranking |
| Suzann Pettersen (Solheim Cup-poäng) | 3             |
| Catriona Matthew (Solheim Cup-poäng) | 8             |
| Carlota Ciganda (Solheim Cup-poäng)  | 30            |
| Caroline Masson (Solheim Cup-poäng)  | 58            |
| Beatriz Recari (Världsranking)       | 20            |
| Anna Nordqvist (Världsranking)       | 22            |
| Karine Icher (Världsranking)         | 24            |
| Azahara Muñoz (Världsranking)        | 27            |
| Caroline Hedwall (kaptenens val)     | 29            |
| Jodi Ewart Shadoff (kaptenens val)   | 45            |
| Giulia Sergas (kaptenens val)        | 62            |
| Charley Hull (kaptenens val)         | 147           |

Spelarnas ranking per den 12 augusti 2013.

## Resultat

### Dag 1
| Foursomes                     | Foursomes | Foursomes | Foursomes | Foursomes                           |
| ----------------------------- | --------- | --------- | --------- | ----------------------------------- |
| Stacy Lewis Lizette Salas     |           |           | 4 & 2     | Anna Nordqvist Caroline Hedwall     |
| Brittany Lang Angela Stanford |           |           | 2 & 1     | Suzann Pettersen Beatriz Recari     |
| Morgan Pressel Jessica Korda  | 3 & 2     |           |           | Catriona Matthew Jodi Ewart Shadoff |
| Cristie Kerr Paula Creamer    |           |           | 2 & 1     | Azahara Muñoz Karine Icher          |

| Fyrbollar                        | Fyrbollar | Fyrbollar | Fyrbollar | Fyrbollar                        |
| -------------------------------- | --------- | --------- | --------- | -------------------------------- |
| Stacy Lewis Lexi Thompson        |           |           | 1 upp     | Suzann Pettersen Carlota Ciganda |
| Angela Stanford Gerina Piller    |           |           | 2 & 1     | Caroline Hedwall Caroline Masson |
| Brittany Lincicome Brittany Lang | 4 & 3     |           |           | Anna Nordqvist Giulia Sergas     |
| Cristie Kerr Michelle Wie        | 2 & 1     |           |           | Catriona Matthew Charley Hull    |

| Efter första dagen: | \| USA \| 3 \| 5 \| Europa \| |   |        |
| USA                 | 3                             | 5 | Europa |

### Dag 2
| Foursomes                        | Foursomes | Foursomes | Foursomes | Foursomes                        |
| -------------------------------- | --------- | --------- | --------- | -------------------------------- |
| Morgan Pressel Jessica Korda     |           |           | 2 & 1     | Anna Nordqvist Caroline Hedwall  |
| Stacy Lewis Paula Creamer        | 1 upp     |           |           | Azahara Muñoz Karine Icher       |
| Brittany Lincicome Lizette Salas |           | lika      |           | Catriona Matthew Caroline Masson |
| Michelle Wie Brittany Lang       | 2 & 1     |           |           | Suzann Pettersen Beatriz Recari  |

| Fyrbollar                     | Fyrbollar | Fyrbollar | Fyrbollar | Fyrbollar                        |
| ----------------------------- | --------- | --------- | --------- | -------------------------------- |
| Paula Creamer Lexi Thompson   |           |           | 2 upp     | Jodi Ewart Shadoff Charley Hull  |
| Gerina Piller Angela Stanford |           |           | 1 upp     | Azahara Muñoz Carlota Ciganda    |
| Michelle Wie Jessica Korda    |           |           | 2 & 1     | Caroline Hedwall Caroline Masson |
| Cristie Kerr Morgan Pressel   |           |           | 1 upp     | Beatriz Recari Karine Icher      |

| Efter andra dagen: | \| USA \| 5½ \| 10½ \| Europa \| |     |        |
| USA                | 5½                               | 10½ | Europa |

### Dag 3
| Singlar            | Singlar | Singlar | Singlar | Singlar            |
| ------------------ | ------- | ------- | ------- | ------------------ |
| Stacy Lewis        |         | Lika    |         | Anna Nordqvist     |
| Paula Creamer      |         |         | 5 & 4   | Charley Hull       |
| Brittany Lang      | 2 & 1   |         |         | Azahara Muñoz      |
| Morgan Pressel     |         |         | 4 & 2   | Carlota Ciganda    |
| Michelle Wie       |         |         | 1 upp   | Caroline Hedwall   |
| Gerina Piller      |         | lika    |         | Catriona Matthew   |
| Lizette Salas      |         | lika    |         | Suzann Pettersen   |
| Jessica Korda      |         | lika    |         | Giulia Sergas      |
| Lexi Thompson      | 4 & 3   |         |         | Caroline Masson    |
| Brittany Lincicome |         |         | 3 & 2   | Jodi Ewart Shadoff |
| Angela Stanford    |         |         | 2 & 1   | Beatriz Recari     |
| Cristie Kerr       |         | lika    |         | Karine Icher       |

| Slutställning: | \| USA \| 10 \| 18 \| Europa \| |    |        |
| USA            | 10                              | 18 | Europa |